# Das Jägerken von Soest

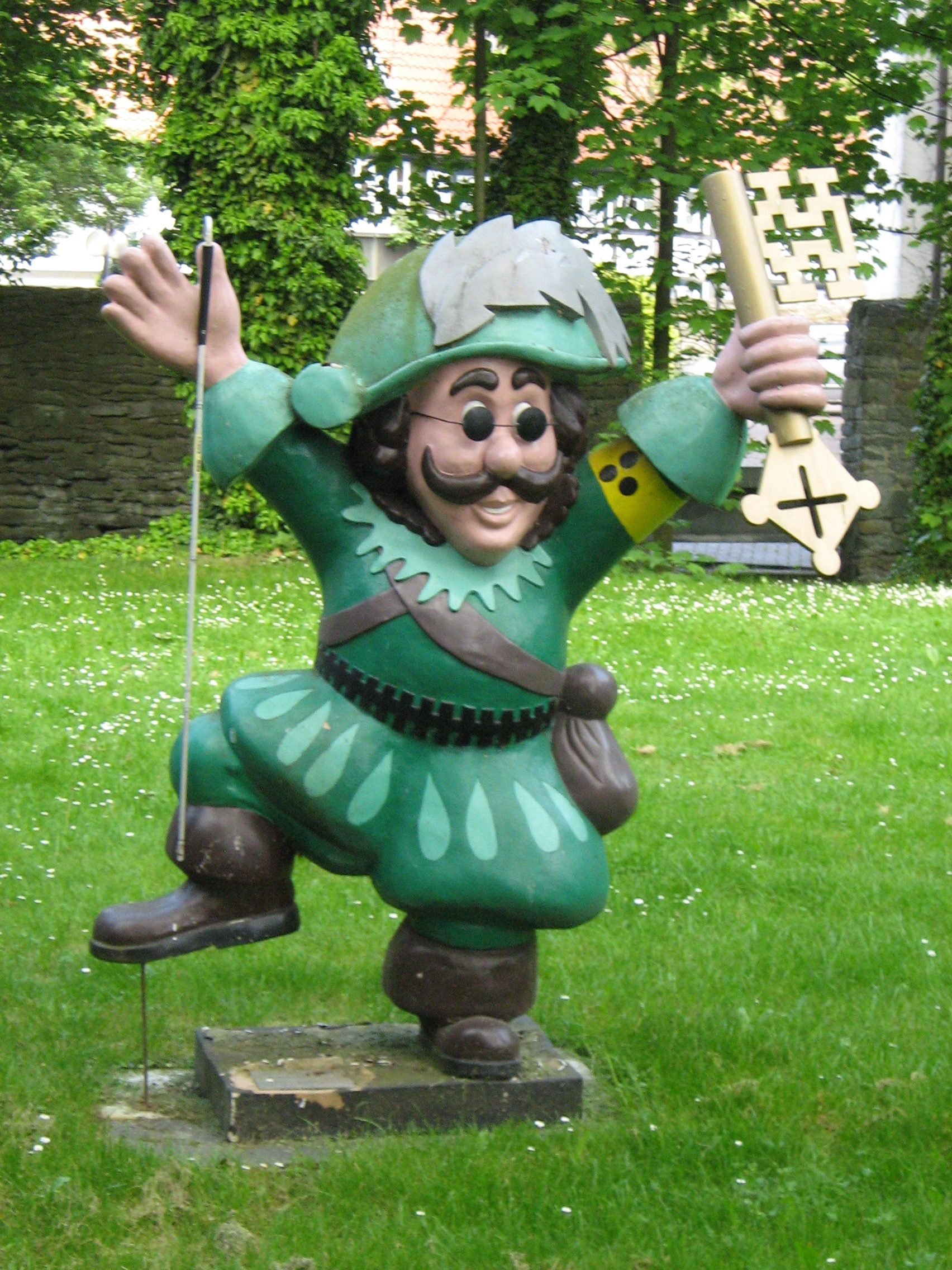
Das Jägerken von Soest als Figur des Stadtmarketing – die Gestaltung dieses Jägerkens weist auf die Westfälischen Blindenschulen in Soest hin

Das Jägerken von Soest ist eine moderne Kunstfigur nach der literarischen Vorlage des Jägers von Soest in Grimmelshausens Roman Der abenteuerliche Simplicissimus. Simplicius, die Hauptfigur dieses Romans, verbringt einige Zeit in Soest, so wie auch der Autor Soest von eigenem Aufenthalt kannte.

## Geschichte
Der Schelmenroman trägt autobiographische Züge und beschreibt das Leben eines in Saus und Braus lebenden Draufgängers zur Zeit des Dreißigjährigen Krieges.

## Heutige Situation
Aus dieser literarischen Figur entwickelte sich das moderne Soester Jägerken. Grimmelshausen verwendet diese Bezeichnung nicht. Die Redaktion der Westfalenpost kam im Jahr 1976, anlässlich des 300. Todestages des Romanautors Grimmelshausen, auf die Idee, eine originelle Repräsentationsfigur zu schaffen und sie zur Eröffnung der Allerheiligenkirmes dem Stadtoberhaupt zur Seite zu stellen. Das „Jägerken“ gehört inzwischen zur Soester Allerheiligenkirmes wie Pferdemarkt und Bullenauge.
Jedes Jahr wird in Soest ein neues „Jägerken“ ernannt. Es tritt bei offiziellen Anlässen als städtische Repräsentationsfigur auf – oft an der Seite von Bürgermeister oder Bördekönigin. Zu den Auswahlgesichtspunkten zählt auch der Beruf oder eine (gemeinnützige oder gesellschaftliche) Vereinigung, in der der Kandidat aktiv ist und der jeweilige Amtsinhaber mit seiner Person repräsentiert. Unter anderem schlüpften Ratsmitglieder, Polizisten, Krankenpfleger, Sportler, Sänger und Pfadfinder in das Wams des „Jägerkens“.
Erstes Jägerken war Peter Brüseke (SPD), späterer Bürgermeister von Soest. 44. Jägerken (ab 2019) war Sebastian Moritz. Er vertrat den Verein Kirmesfreunde Soest e.V. Da aufgrund der Corona-Pandemie die Allerheiligenkirmes und viele weitere Veranstaltungen 2020 ausfielen, behielt Moritz das Amt bis zur Kirmes 2021 inne. Im Jahr 2022 folgte Markus Ende, der als Soester im Wallfahrtsteam der Marienwallfahrt Werl arbeitet und damit für die enge Verbindung zwischen den Nachbarstädten Soest und Werl steht.
Seine letzten Vorgänger:
- 29) 2004 Carsten Büttner; Marathon Soest e.V.
- 30) 2005 Björn Mauersberger; Soester SV 09
- 31) 2006 Leon Lisztewink; Musikschule Soest
- 32) 2007 Volker Olschewsky; Kulturhaus "Alter Schlachthof"
- 33) 2008 Lukas Zwadlo; (Fachhochschule Südwestfalen, Campus Soest
- 34) 2009 Felix Speckemeier; Jugendkirche Soest
- 35) 2010 Jost Schwider; Gaudium in Susato
- 36) 2011 Dennis Bröcking; Schiedsrichter im Fußballkreis Soest
- 37) 2012 Tim Reismann; Circus Tausendtraum
- 38) 2013 Sven Golze; Wiesenkirche/Wiesengemeinde Soest
- 39) 2014 Jens Hüttenschmidt; Soester Feuerwehr
- 40) 2015 Andre Schlüter; KlinikumStadtSoest
- 41) 2016 Tobias Mantau; SV Wasserfreunde Soest
- 42) 2017 Daniel Mosch; Kreispolizeibehörde Soest
- 43) 2018 Till Heemann; Soester Fehde
- 44) 2019 Sebastian Moritz, Kirmesfreunde Soest e.V.
- 45) 2021 Christoph Carls, Bürger-Schützen-Verein zu Soest e.V.

## Außendarstellung
Das „Jägerken“ vertritt die ehemalige Hansestadt Soest auch bei Veranstaltungen in anderen Städten, zum Beispiel bei den Hansetagen, oft zusammen mit der Bördekönigin. Es tritt auch bei anderen Festen in der Stadt Soest wie dem Bördemarkt auf.